# Андалусит
Андалусит или андалузит е алуминиев силикатен минерал с химическа формула Al2SiO5.
Разновидността хиастолит обикновено съдържа кръстовидни включвания от въглерод под формата на графит.
Чистата разновидност за първи път е намерена в Андалусия, Испания, откъдето идва и името на минерала. При обработка може да се превърне в скъпоценен камък. Шлифованите андалуситни кристали, могат да имат блясък в червено, зелено или жълто, ефект подобен на иридисценция, въпреки че цвета се дължи на необикновено силен плеохромизъм.

## Разпространение
Андалуситът е обикновен метаморфен минерал, формиран при високо налягане и/или висока температура. Минералите кианит и силиманит са полиморфни форми на андалусита, всяка от които се образува при определени условия на налягане и температура (затова и рядко се срещат в една и съща скала). Но именно поради различните условия на формиране, полиморфните форми се важен показател за налягането и температурата при образуването на носещата ги скала.
За първи път андалусит е открит в Андалусия, Испания през 1789 г. Големи находища са открити и в Австрия, Калифорния (САЩ) и Китай.